# نویسنده! نویسنده! (فیلم)
نویسنده! نویسنده! (به انگلیسی: Author! Author!) فیلمی به کارگردانی آرتور هیلر، نویسندگی اسرائیل هوروویتز و محصول سال ۱۹۸۲ میلادی است که یک بیوگرافی از زندگی نویسنده فیلم، اسرائیل هوروویتز را بیان می‌کند.

## خلاصه داستان
ایوان تراوالین (پاچینو) یک نمایشنامه‌نویس است که نمایشی را در حال تمرین برای تئاتر برادوی دارد. تهیه‌کننده منتظر تحویل گرفتن نمایشنامه بازنویسی شده از سوی ایوان است و این در حالیست که ایوان در زندگی شخصی دچار مشکلاتی شده‌است.
همسرش او را با چهارفرزندش ترک کرده که از این چهار فرزند یکی از ایوان است و سه فرزند دیگر ماحصل ازدواج قبلی همسر ایوان بوده‌اند.
در همین حال بازیگر نقش اصلی زن نمایش برادوی قصد دارد تا به ایوان بپیوندد و با او زندگی کند اما هنوز نتوانسته با داشتن چهار فرزند از سوی او کنار بیاید.

## تولید
نویسنده این فیلم یعنی اسرائیل هوروویتز در سال ۱۹۶۳ و در نمایشی با پاچینو همکار بوده‌است؛ دوستی آن‌ها ادامه پیدا می‌کند تا اینکه پس از گذر سال‌ها باز هم بخت همکاری با همدیگر را در این فیلم پیدا می‌کنند.
داستان این فیلم برگرفته از تجربه شخصی نویسنده آن بوده‌است.

## نظرات
این فیلم با انتقاداتی همراه بود که از آن دسته می‌توان به نقدهای به چاپ رسیده در نیوزویک و واشینگتن پست اشاره کرد.
قطعه موسیقی Comin' Home to Youاین فیلم نیز برای دریافت جایزه تمشک زرین نامزد شده بود.

## بازیگران
- آل پاچینو
- تیوزدی ولد
- دیان کنون